# 緩衝国
緩衝国（かんしょうこく）は、複数の大国の間に位置し、大国同士の衝突を防ぐ役割を果たしている国を言う。異なる宗主国をもつ植民地の間に位置する緩衝国がある。

## 緩衝国の一覧
- アフガニスタン - イギリス帝国とロシア帝国
- アルメニア王国 - ローマ帝国とペルシア帝国
- イタリア - オーストリアとフランス
- オーストリア - 西側諸国と東側諸国（冷戦期）
- カナダ - アメリカ合衆国本土とソビエト連邦（冷戦期、北極海を挟んで）
- タイ王国 - イギリス領インド帝国、イギリス領マラヤとフランス領インドシナ（19世紀-20世紀前半）
- バルト三国 - ドイツとソビエト連邦（戦間期）
- ハンガリー王国 - オーストリアとオスマン帝国
- フィンランド - スウェーデンとロシア、西側諸国と東側諸国（冷戦期）
- ベルギー - イギリス・フランス・ドイツの3者間（第一次世界大戦以前）
- ポーランド - ドイツとソビエト連邦（戦間期）
- 極東共和国 - ソビエト連邦と大日本帝国
- ポーランド・リトアニア共和国 - オーストリア・プロイセン王国・ロシア帝国の3国間（18世紀）
- 満州国 - 中華民国・大日本帝国・ソビエト連邦の3国間
- モンゴル - 中華人民共和国とロシア
- ユーゴスラビア - 西側諸国とソビエト連邦（冷戦期）
- ラインラント - フランスとドイツ（戦間期に非武装地帯として）
- ラオス - タイ・ベトナム・カンボジアの3国間
- 李氏朝鮮 - 清・ロシア・大日本帝国の3国間（日清戦争 - 日露戦争の時代）
- ブータンとネパール - 中華人民共和国とインド
- ルクセンブルク - フランスとドイツ
- 琉球王国 - 日本と中国
- 朝鮮民主主義人民共和国（北朝鮮） - 中華人民共和国・ソビエト連邦（ロシア）と大韓民国（韓国）